# フィッティングルーム

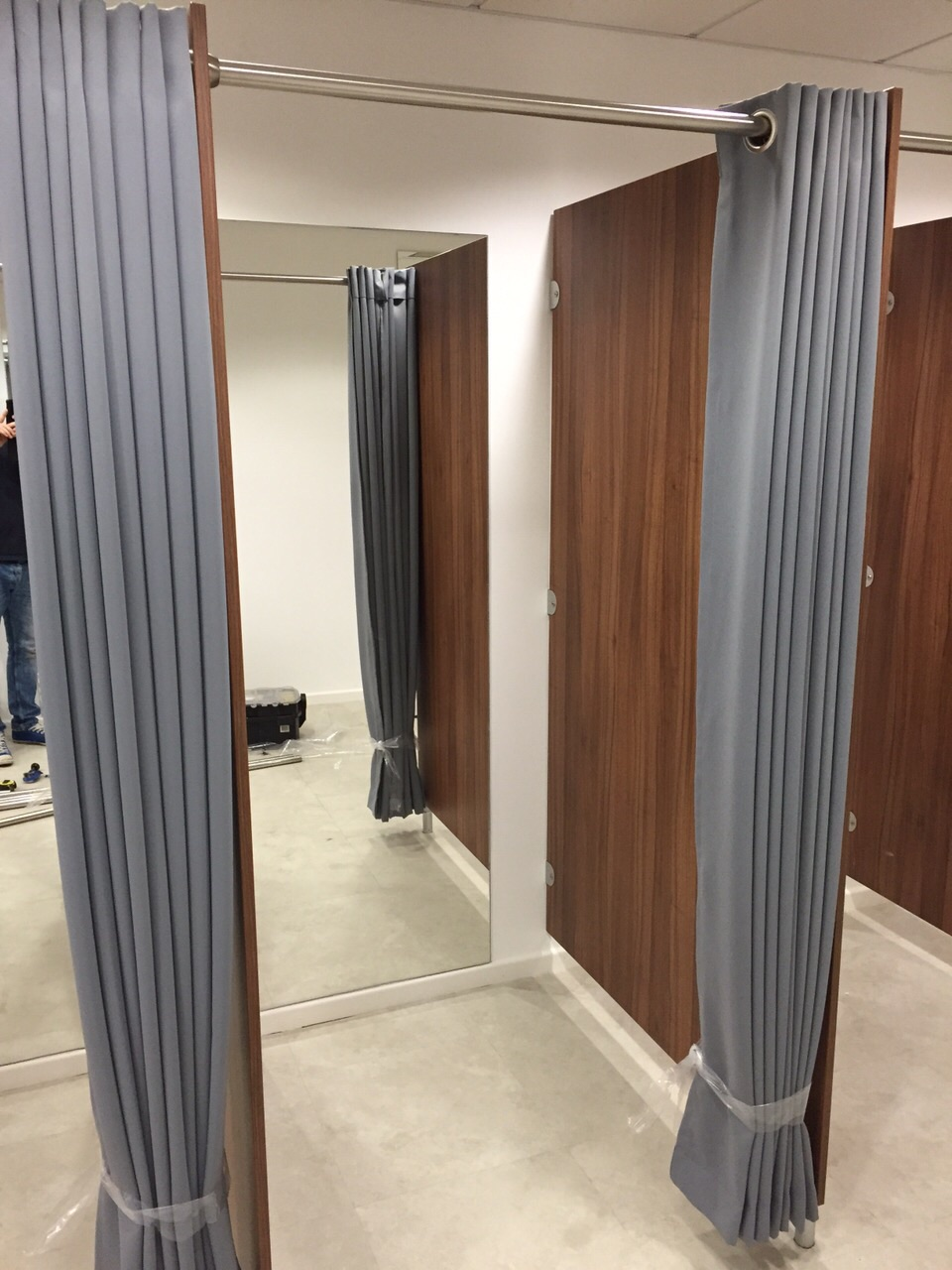
フィッティングルームの内部

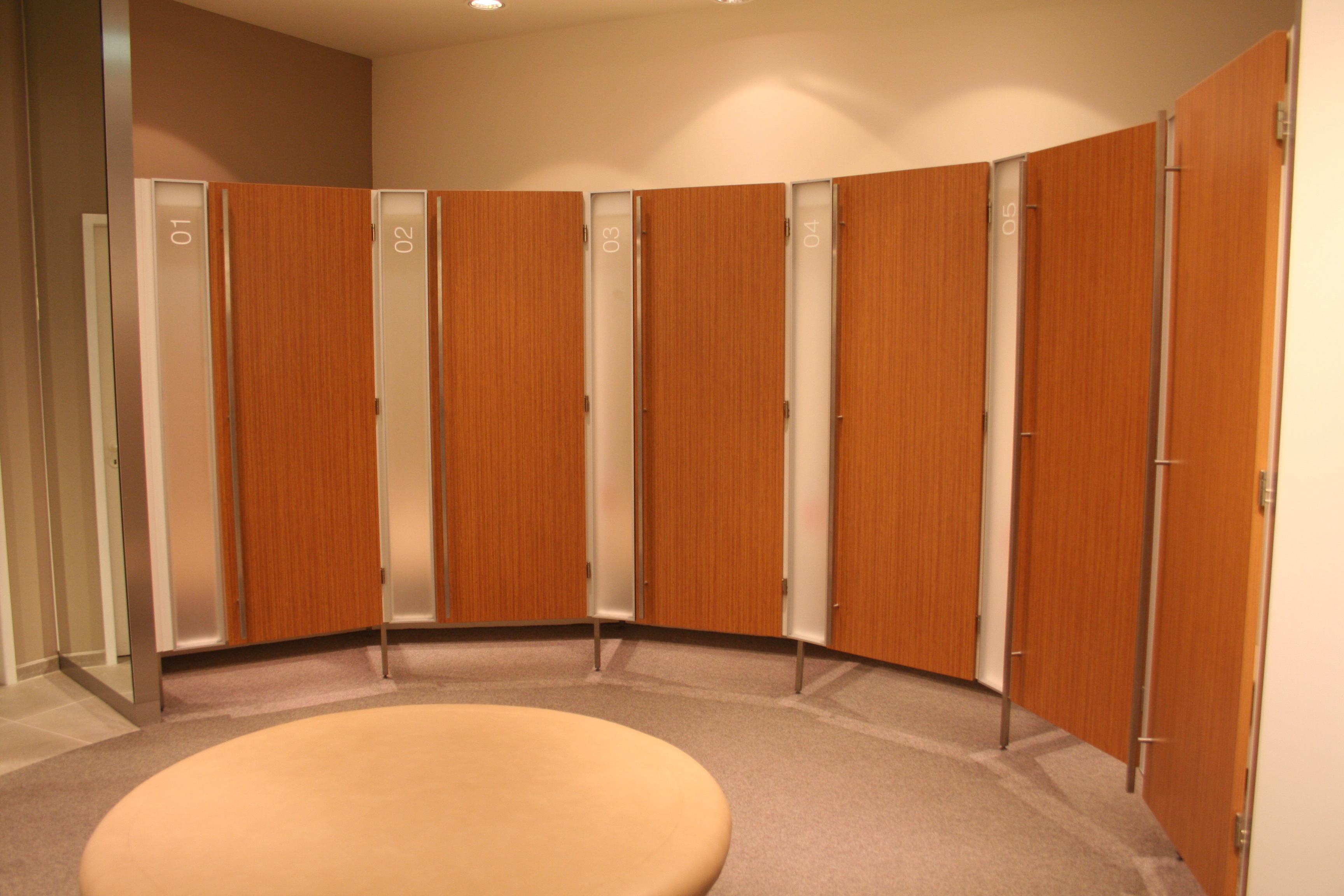
コペンハーゲンのショッピングセンターの試着室

フィッティングルーム (Fitting Room) または試着室（しちゃくしつ）は、衣料品などを試しに着るときに入室する部屋の名前。スーパーマーケットやショッピングセンターの衣料売り場や百貨店に多く設置されている。

## 概要

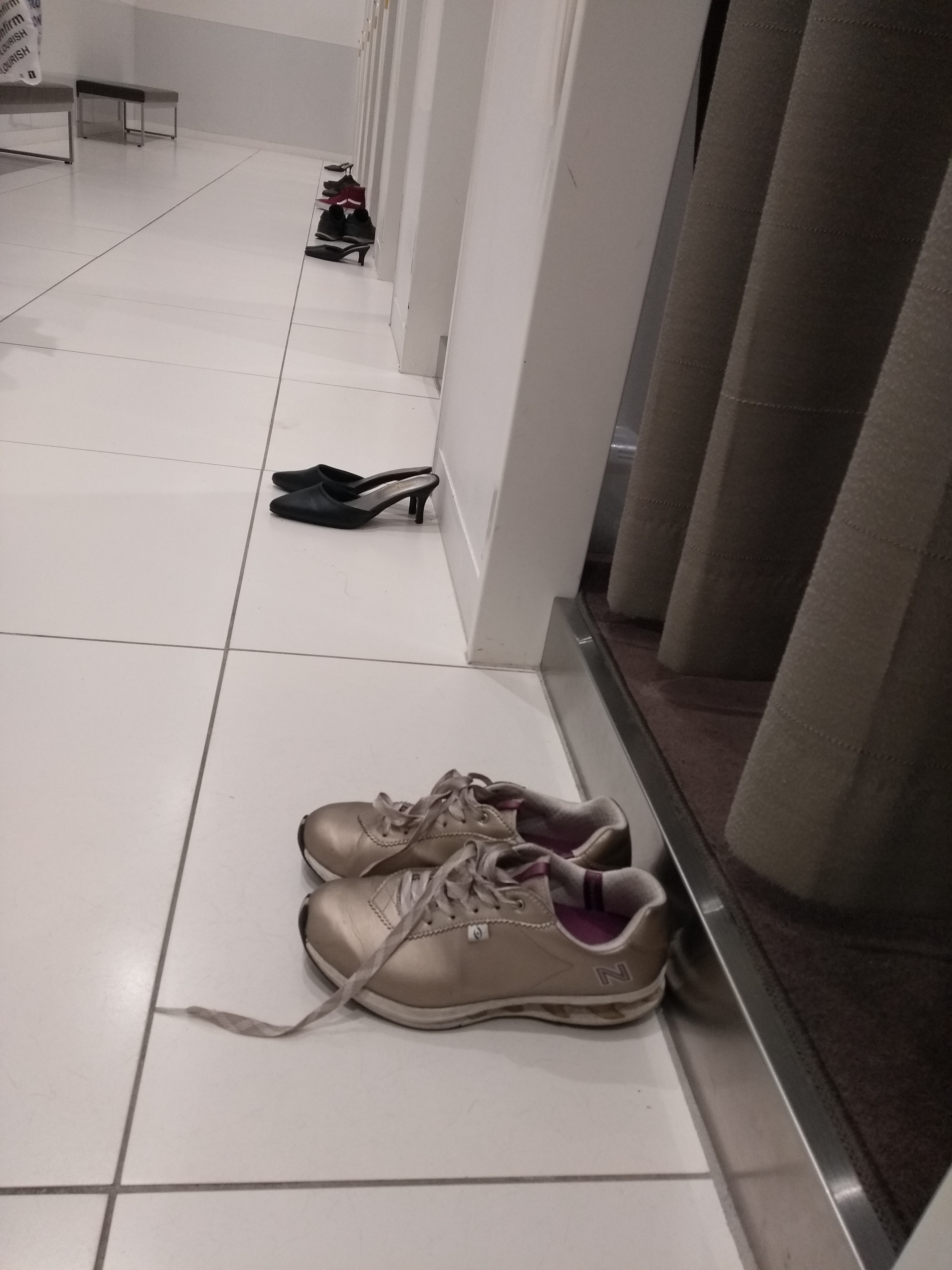
カーテンが閉ざされ、靴が置かれている試着室は、使用中である事を示す

衣料品購入前に試着することにより、衣料品が自分の体型に合っているのか確認することが出来る部屋である。広さは、90センチ四方が一般的。
靴を脱いで使用するものが多い。また、内部には蛍光灯などを備えて明るさを確保することが多い。全身を確認できる鏡を備え付けたものが一般的である。
開閉部分はカーテンタイプが多いが、最近では、防犯や外観を考慮してドアタイプのものも多くなっている。
店舗内の一部を予め試着室として設計・設置するものと、キャスター等をつけて容易に移動・展開可能な簡易的なものがある。前者のほうが広々と使用可能であったり防犯上の利点がある一方で、後者はフェアやバーゲンの際にも容易に増設したり配置を変えたりできるメリットがある。